# Villa Repiquet
La Villa Repiquet est une maison remarquable de l'île de La Réunion, département et région d'outre-mer français dans le sud-ouest de l'océan Indien. Située dans le centre-ville de Saint-Denis au numéro 25 de la rue de Paris, elle est inscrite à l'inventaire supplémentaire des Monuments historiques depuis le 7 août 1990,.

## Histoire
C'est la première maison construite en pierre, sur l'île de La Réunion.
La construction s'est déroulée entre 1839 et 1844 sur un terrain ayant appartenu à Étienne Dureau de Vaulcomte. Entre 1826 et 1839, Zélie Dureau de Vaulcomte et son époux Benjamin Bédier réunissent des parcelles sur la rue de Paris (à l'époque dénommée rue Royale). C'est sur ce terrain agrandi que le couple fait construire une maison d'habitation en maçonnerie, ainsi que ses dépendances. C'est une des rares cases en matériau solide, possédant deux toitures à quatre pans.
En 1858, la maison change de propriétaires à deux reprises : Denis-André Le Coat de Kveguen, fils aîné du richissime planteur Gabriel Le Coat de Kerveguen, puis Victor Thomy Lory des Landes (propriétaire de la Roseraie et de l'usine de Ravine Glissante). Ce dernier fait fermer les varangues jusqu'alors ouvertes. Une galerie est ajoutée qui relie les deux corps de logis, dont le toit est soutenu par des colonnes cannelées en fonte.
Ce n'est qu'entre 1928 et 1930 qu'apparaît la grille de portail en fer forgé.
Adrien Lagourgue, directeur de l'usine sucrière Stella Matutina et président du Conseil général de 1920 à 1943, qui devient propriétaire de la maison en 1928, fait fermer le jardin créole par un barreau de fer forgé soutenu par des piliers de pierre taillée.
En 1962, Solange Repiquet (1913-2011, née Lagourgue), fille d'Adrien, est devenue propriétaire de la case, et la fait considérablement transformer, puisque la toiture originale à quatre pans est remplacée par une dalle en béton armé. C'est une conséquence du cyclone Jenny qui arracha le toit le 28 février 1962. Cette modification lui confère son aspect définitif de case à toit plat.
Une plaque sur le mur d'enceinte rappelle que la maison fut un temps habitée par Michel Debré.

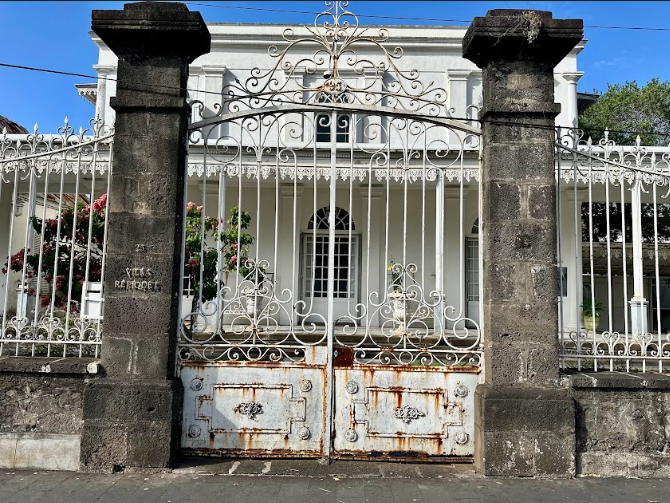
Baro de la Villa

## Devenir et rénovation
En 2022, Sophie Repiquet, issue la 4ème génération de la famille, rachète les parts des différents cohéritiers de la villa et décide d'entreprendre une vaste rénovation. En effet, restée à l'abandon, la construction nécessite d'importants travaux extérieurs tout comme intérieurs. La fin des travaux est estimée en 2026.